# ام‌آراف
ام‌آراف (انگلیسی: MRF) شرکت تایرسازی هندی است، که در سال ۱۹۴۶ تأسیس شد.